# 임지환
임지환(1989년 2월 18일 ~ )은 대한민국의 배우이다.

## 학력
- 중앙대학교 대학원 연극학과 석사
- 중앙대학교 연극영화과 학사

## 연출 작품

### 영화
- 《층》 (2021년) - 감독, 제작, 각본
- 《당신은 이 글 속에 살아있다》 (2021년) - 감독, 제작, 각본
- 《아홉수로맨스》 (2020년) - 제작,
- 《좀비 파이터》 (2020년) - 감독, 제작, 각본

## 출연 작품

### 영화
- 《동화》 (2017년)
- 《원라인》 (2017년) - 미래직원 역
- 《고해성사》 (2016년) - 이환신부 역
- 《매직배딩》 (2016년)
- 《서울두더지》 (2014년) - 임선재 역
- 《새벽, 국경에서》 (2014년) - 선임군인 역

### 드라마
- 《임진왜란 1592》 (KBS1, 2016년)
- 《울지 않는 새》 (tvN, 2015년)
- 《유리가면》 (tvN, 2012년)
- 《장화, 홍련》 (KBS2, 2009년)

### 연극
- 《사랑에 스치다》 - 동욱 역
- 《나쁜녀석들》 - 최대성 역
- 《십이야》 - 공작 역
- 《콜렉션》 - 빌 역
- 《후엔떼오베후나》 - 칼라트라바 기사단장 역
- 《달맞이꽃을 찾아서》 - 호랑거미 뻥이 역

### 뮤지컬
- 《아이 러브 쇼보트》 - 한태경 역

### 뮤직비디오
- 하성 - Yesterday
- 진달래밴드 - ADIOS